# Woodruff y el Schnibble de Azimut
Woodruff y el Schnibble de Azimut, conocido en Estados Unidos como The Bizarre Adventures of Woodruff and the Schnibble, es un videojuego de aventura gráfica para Microsoft Windows creado en 1994 por la empresa francesa Coktel Vision. El juego fue creado y escrito por el artista Pierre Gilhodes, el creador de la serie Gobliiins con la cual Woodruff comparte su estilo visual, jugabilidad y tipo de humor.
El juego fue distribuido en Norteamérica en 1995 por Sierra Entertainment.
- Datos: Q2573145